# Mycobacterium lepromatosis
Mycobacterium lepromatosis é uma bacteria que, a par da Mycobacterium leprae, é a causa de lepra. Foi descoberta em 2008. A análise do gene 16S ARNr confirma que se trata de uma espécie distinta.